# Ланото'о (озеро)
Озеро Ланото'о — вулканічне озеро, яке розташоване у кратері на острові Уполу в Самоа. Це найбільше озеро в Самоа.  Озеро оточене національним парком Озеро Ланотоо і визначено як водно-болотні угіддя міжнародного значення згідно з Рамсарською конвенцією.
Озера довжиною 400 метрів, його максимальна глибина 17 метрів. Площа озера — 11 га.  Середня температура води 27,8 °C (82,0 °F) і pH 5,72.  Вік кратера становить від 100 000 до 1 мільйона років. 
Керни осадових відкладень з озера були використані для датування поселення Уполу  і Полінезії , а також для вивчення палеоклімату та минулої екології Уполу. 
Озеро забезпечує важливе місце існування для тихоокеанської чорної качки та чистого крака.  Золота рибка була завезена в німецький колоніальний період. 